# Antonio de Literes
Antonio de Literes (Antonio Lliteres Carriour, Antonio Literes Carrión) (ur. 18 czerwca 1673 w Artà na Majorce, zm. 18 stycznia 1747 w Madrycie) – hiszpański kompozytor barokowy, twórca wczesnych zarzueli (hiszpańskich przedstawień muzyczno-dialogowych).
Komponował głównie dzieła sceniczne – zarzuele i opery, często oparte na tematyce mitologicznej. 
W swoich utworach scenicznych Literes wykorzystuje szeroki wachlarz form muzycznych - arie, arietty i recytatywy (z akompaniamentem i bez), jak również balet i chór. Jego orkiestracje są zgodne zgodnie z francuską i włoską praktyką obejmującą gitary, lutnie i klawesyny wśród instrumentów realizujących partię basso continuo. Tworzył również muzykę religijną.

## Ważniejsze dzieła

### Zarzuele
- - Júpiter y Yoo, los cielos premian desdenes (1699)
  - Júpiter y Dánae (1700)
  - Acis y Galatea (1708)
  - Ceronis
  - Con música y con amor (1709)
  - Antes difunta que ajena (1711)
  - Hasta lo insensible adora (1713)
  - El estrago en la fineza, Júpiter y Semele (1718)
  - Celos no guardan respeto (1723)

### Opery
- - Los elementos (ca. 1718)
  - Dido y Eneas

### Muzyka religijne
- - Oratorio sobre la vida de San Vicente de Padua (1720) (zaginione)
  - 3 msze